# Raeford
La ville de Raeford est le siège du comté de Hoke, situé en Caroline du Nord, aux États-Unis.

## Démographie
| 1910 | 1920  | 1930  | 1940  | 1950  | 1960  |
| ---- | ----- | ----- | ----- | ----- | ----- |
| 580  | 1 235 | 1 303 | 1 628 | 2 030 | 3 058 |

| 1970  | 1980  | 1990  | 2000  | 2010  | - |
| ----- | ----- | ----- | ----- | ----- | - |
| 3 180 | 3 630 | 3 469 | 3 386 | 4 611 | - |

## Source
- (en) Cet article est partiellement ou en totalité issu de l’article de Wikipédia en anglais intitulé « Raeford, North Carolina » (voir la liste des auteurs).